# 唐戶市場
33°57′24.1″N 130°56′45.0″E / 33.956694°N 130.945833°E

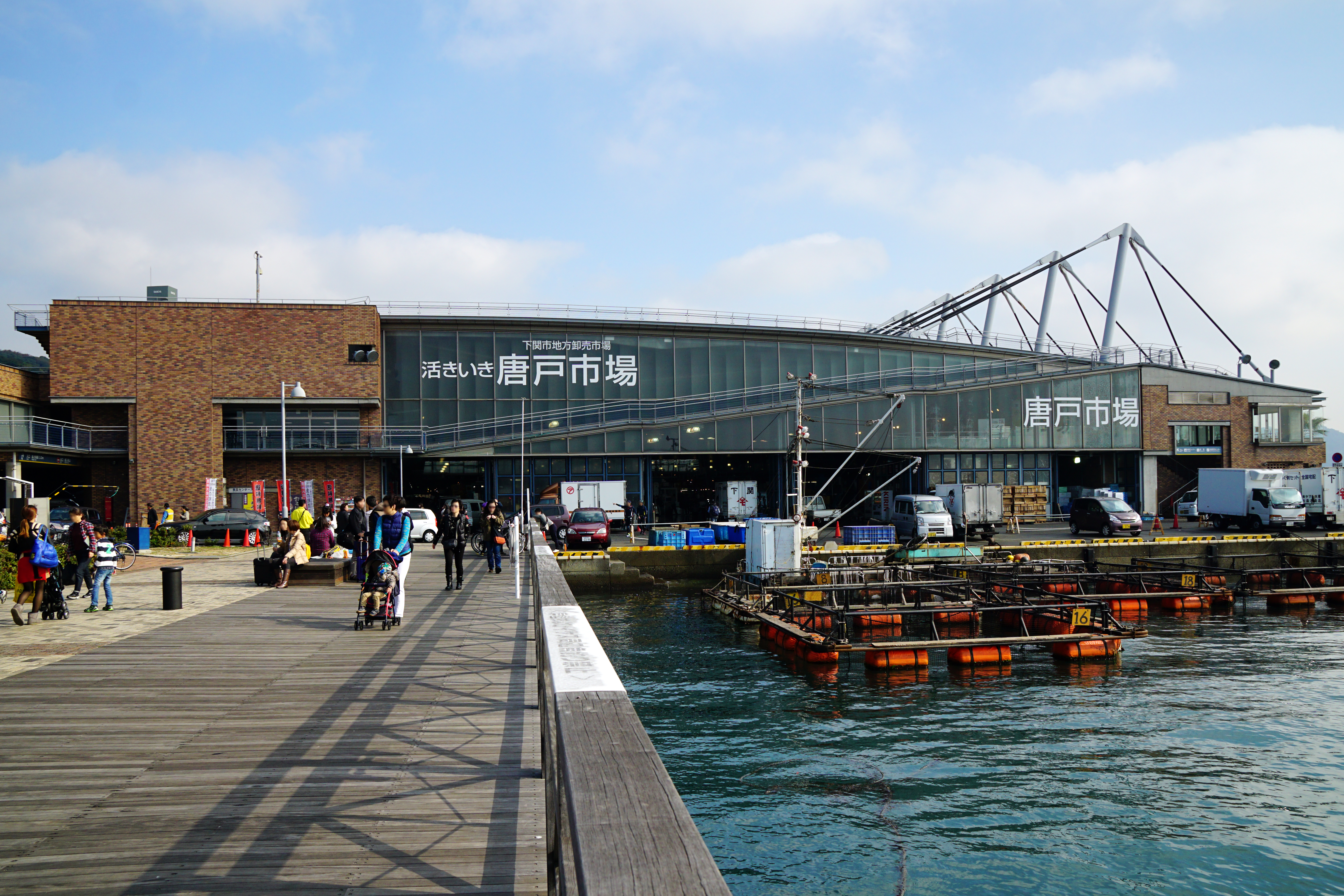
唐戶市場外觀

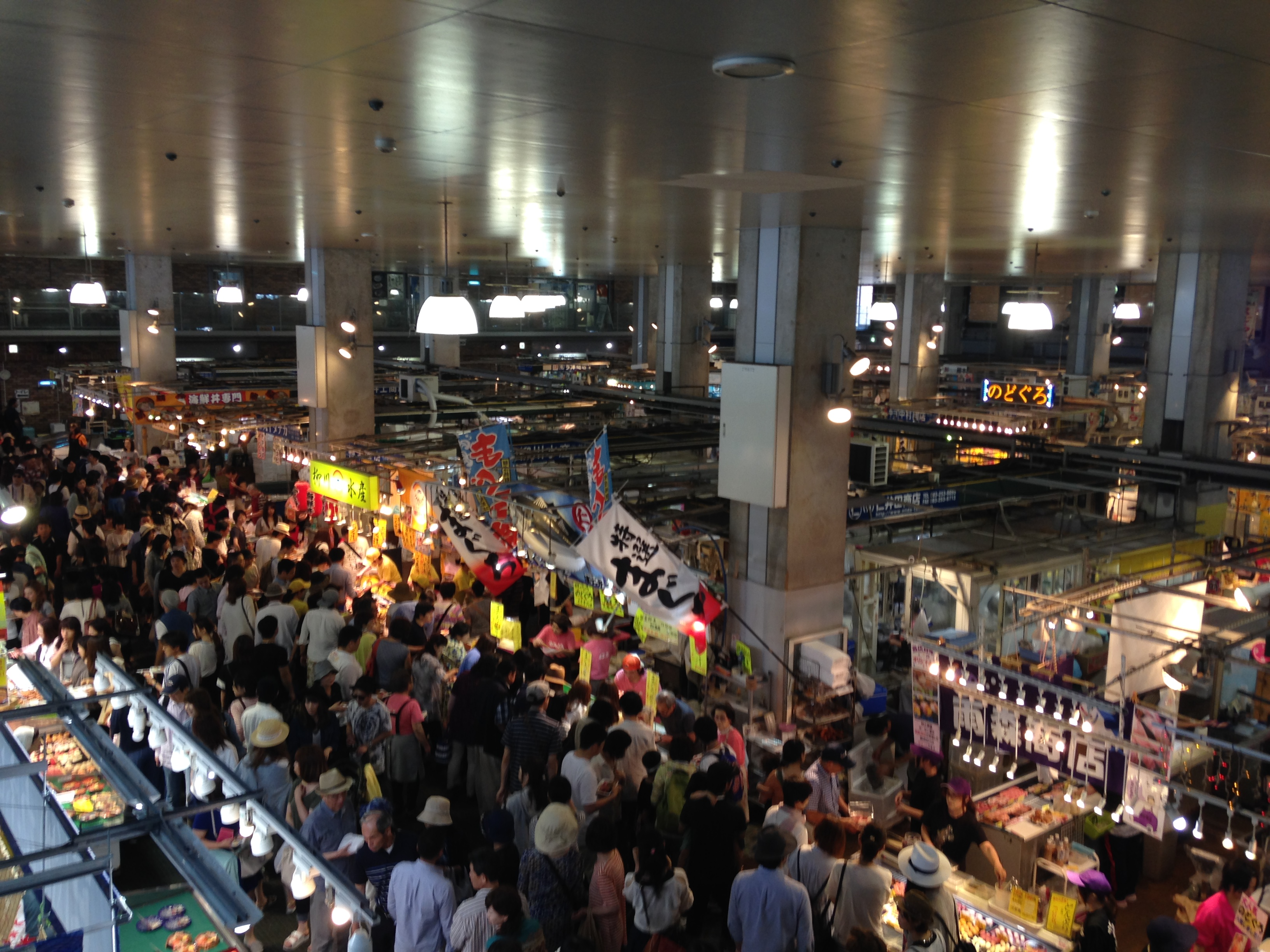
舉辦「充滿活力的馬關街」時的唐戶市場內的小吃攤及觀光客

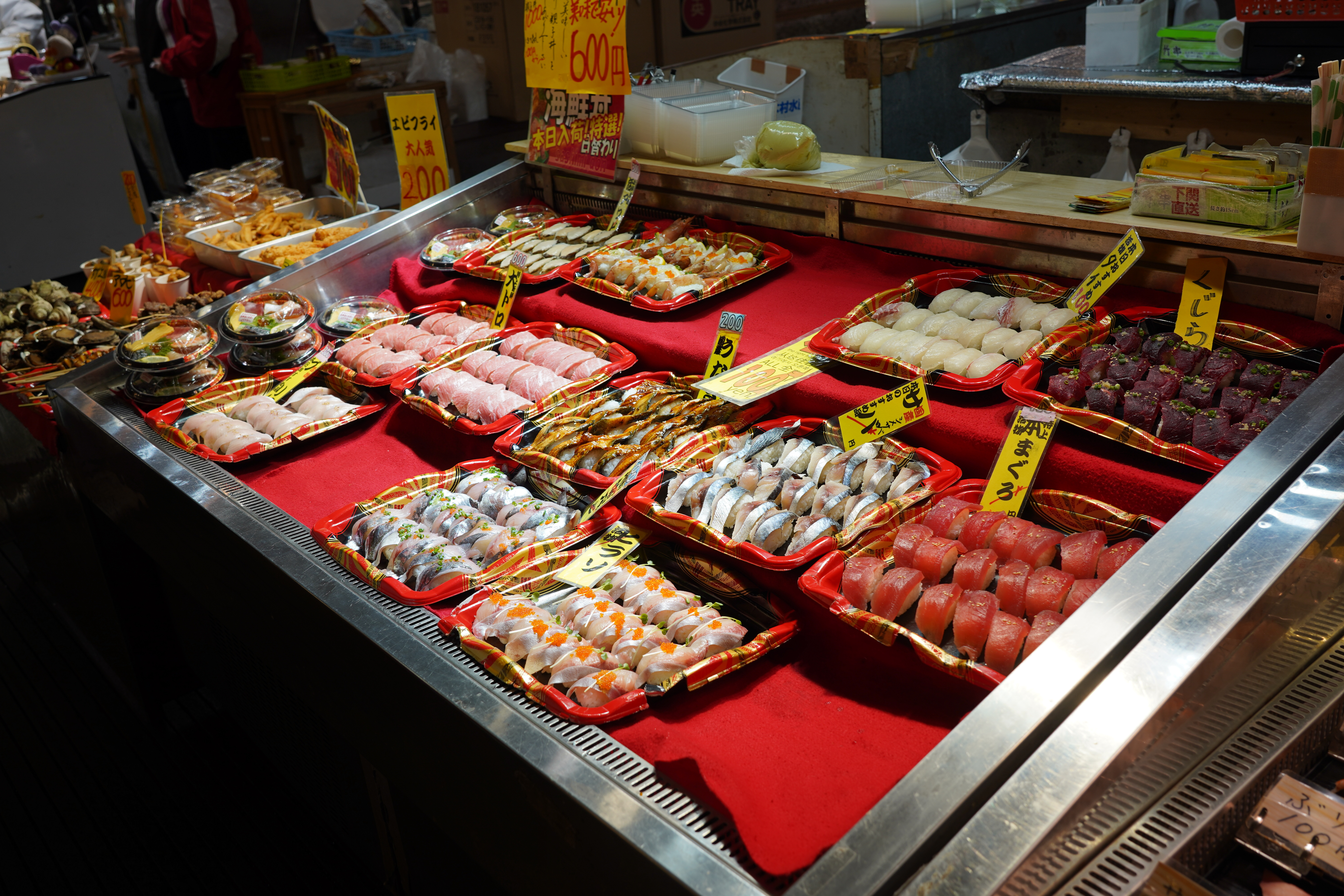
唐戶市場壽司攤商

唐戶市場是位於日本山口縣下關市唐户地區的地方批發市場，也是下關市著名的旅遊觀光景點；目前每個周末和假日會舉辦「充滿活力的馬關街」，可以讓旅客直接在市場內的海鮮小吃攤購買的各種壽司材料。

## 歷史
由於位於下關市的中心區域，政府在1909年開始許可在此的路邊販賣野菜，1924年下關的魚市場也遷移至相鄰的阿彌陀寺町成為「唐戶魚市場」；1933年政府將兩個市場整合為「下關市唐戶魚菜市場」，也成為現在唐戶市場的前身。最初的唐戶市場同時具有零售和批發的機能，位於現在位置西側約50公尺處，也就是國道9號北側，龜山八幡宮旁。
1973年日本政府實施批發市場法後，更名為「下關市地方批發市場」，除了生鮮食材為，也供應各種食材成為綜合市場。但由於原有空間狹小，1976年6月青菜水果的批發部門被分出改設於勝山地區，也因此位於唐戶的市場更名為「下關市地方批發市場唐戶市場」。
由於設施逐漸老舊，下關市政府在1990年代針對此區的水岸地區重新規劃，於2001年將市場遷移至現址，並加強觀光的機能。現在每天早上新鮮的漁獲送至唐戶市場後，由海産物加工業者處理後販賣，同時也販賣周邊的農產品，此外也有利用新鮮漁獲開設迴轉壽司等各式餐廳。

## 註記
1. ↑  日文：，中文也會被翻譯為「活跳跳馬關街」。

## 外部連結
- （日語） 唐戶市場（页面存档备份，存于） - 由唐戶市場業者聯合協同組合所設立的網站
- （日語） 下關唐戶魚市場株式會社（页面存档备份，存于） - 負責經營唐戶市場的公司